# 조효소 F420

조효소 F_{420}의 구조

조효소 F420(영어: coenzyme F420)은 메테인 생성균, 방선균 및 산발적으로 다른 세균 계통에서 산화환원반응에 관여하는 조효소이다. 8-하이드록시-5-데자플라빈(영어: 8-hydroxy-5-deazaflavin)이라고도 한다. 조효소 F420은 플라빈 유도체이다. 조효소 F420은 조효소 F420 수소화효소, 5,10-메틸렌테트라하이드로메타노프테린 환원효소, 메틸렌테트라하이드로메타노프테린 탈수소효소의 기질이다.
조효소 F420의 특히 풍부한 천연 공급원은 치구균(Mycobacterium smegmatis)으로 대부분의 다른 종에서 동종 효소들이 관련 보조 인자인 FMN을 사용하는 것과는 달리 수십 개의 효소들이 조효소 F420을 사용한다. 노랑초파리(Drosophila melanogaster)와 조류인 Ostreococcus tauri를 포함한 진핵생물들도 조효소 F420의 전구체를 사용한다.

## 생합성
조효소 F420은 여러 단계의 대사 경로를 통해 합성된다.
- 7,8-다이디메틸-8-하이드록시-5-데자리보플라빈 생성효소는 DNA 광분해효소 N-말단 도메인의 보조 인자인 조효소 FO(F0라고도 표기함)를 생성한다. 이것은 분자의 머리 부분이다.[6]
- 2-포스포-L-젖산 전이효소는 조효소 F420-0을 생성하는 데, 이 부분은 머리, 다이포스페이트 브릿지를 포함하며, 카복실기로 끝나는 부분이다.
- 조효소 F420-0:L-글루탐산 연결효소는 카복실기 말단에 글루탐산 잔기를 배치하여 조효소 F420-1을 생성한다.
- 조효소 F420-1:감마-L-글루탐산 연결효소는 카복실기 말단에 감마-글루탐산 잔기를 배치하여 최종 화합물인 조효소 F420-2(산화된 형태)를 생성한다.

## 같이 보기
- 조효소 M
- 조효소 B
- 메타노퓨란
- 테트라하이드로메타노프테린